# Степанова, Зоя Петровна
Зоя Петровна Степанова (24 июля 1928, Москва — 21 августа 2017, Москва) — советская актриса театра и кино.

## Биография
Родилась в Москве 24 июля 1928 года.
В 1952 году окончила актёрское отделение ВГИКа (курс Бориса Бабочкина).
Более сорока лет — с 1952 по 1986 год — актриса Театра-студии «Киноактер».
В кино снималась с начала 1950-х годов, приняв участие в около 30 фильмах. Вначале появлялась в эпизодах, в том числе в таких известных фильмах как «Верные друзья». В 1956 году исполнила главную роль в фильме «Посеяли девушки лён», но и фильм в целом, и игра актрисы были резко раскритикованы, работа была названа «невыразительной»:

…в образе Надейки артистка 3. Степанова подчеркивала только чисто внешние черты характера героини…— История белорусского кино: 1945—1967. — М.: Наука и техника, 1970. — 256 с. — стр. 48
В дальнейшем, исполнив в конце 1950-х ещё несколько вторых ролей, снималась только в эпизодах, часто даже не указываемых в титрах ролях.
Также работала как актриса озвучивания. После 1985 года не снималась.
На сцене театра сыграла во многих постановках, таких как «Дядюшкин сон», «У опасной черты», «Простушка и воспитанная», «Суровое поле» и другие.
С зрелые годы реализовывала себя в литературе: в 2005 году издан её сборник стихов и рассказов «Курьезные истории или Сон в руку».
Умерла в 2017 году в Москве, похоронена на Митинском кладбище.

## Фильмография
1. 1953 — Вихри враждебные — комсомолка (нет в титрах)
2. 1954 — Верные друзья — комсомолка на приеме у Неходы (нет в титрах)
3. 1954 — Мы с вами где-то встречались — эпизод (нет в титрах)
4. 1954 — Об этом забывать нельзя — студентка (нет в титрах)
5. 1955 — Доброе утро — девушка на пароходе (нет в титрах)
6. 1956 — Посеяли девушки лён — Найдейка Красович — главная роль
7. 1957 — Особое поручение — Лена
8. 1958 — Трое вышли из леса — Кира Строганова
9. 1959 — Айна -Валя
10. 1964 — Метель — дворянка (нет в титрах)
11. 1965 — На завтрашней улице — секретарша Платонова (нет в титрах)
12. 1966 — Дядюшкин сон — дама
13. 1969 — Каждый вечер в одиннадцать — Света
14. 1970 — Карусель — знакомая Марии Семёновны (нет в титрах)
15. 1972 — Инженер Прончатов — управляющая областной конторой Госбанка
16. 1972 — Большая перемена — лечащий врач Федоскина
17. 1973 — Дача — Любовь Петровна
18. 1974 — Скворец и Лира / Skřivánek a Lyra — горничная
19. 1975 — Без права на ошибку — Мария Тарута, мать Антона
20. 1977 — Судьба — жена пленного (нет в титрах)
21. 1978 — Шествие золотых зверей — дежурный милиционер
22. 1980 — Чрезвычайные обстоятельства — Алла Михайловна, секретарь Батукина
23. 1982 — Кто стучится в дверь ко мне… — мать Юры (нет в титрах)
24. 1983 — К своим!.. — работница почты
25. 1983 — Срок давности — работник юридической консультации (нет в титрах)
26. 1984 — Время желаний — жена Андрея Сергеевича
27. 1985 — Законный брак — эпизод